# Переслідування коптів
Переслідування коптів і дискримінація коптських православних християн — історична та широко поширена проблемама в Єгипті. Ставлення до коптів свідчить про упосліджений статус християн на Близькому Сході в цілому, незважаючи на те, що ця релігія є рідною для Близького Сходу, і що християнство в Єгипті бере свій початок з римської епохи. Копти (коптська :ⲟⲩⲣⲉⲙ'ⲛⲭⲏⲙⲓ 'ⲛ'Ⲭⲣⲏⲥⲧⲓ'ⲁⲛⲟⲥ ou Remenkīmi en. E khristianos, буквально: «єгипетські християни») — корінні християни в Єгипті, зазвичай східні православні, які наразі складають 10 % населення — найбільша релігійна меншина цієї країни. Копти посилалися на випадки переслідувань протягом усієї своєї історії, а Human Rights Watch відзначила «зростання релігійної нетерпимості» та сектантське насильство проти християн-коптів в останні роки, а також нездатність єгипетського уряду провести належне розслідування та притягнути до відповідальності винних. Однак, оскільки політичне насильство є поширеним явищем, багато церков вважають, що напади на церкву є не релігійними, а політичними заявами. З 2011 року сотні єгипетських коптів були вбиті в міжконфесійних сутичках, багато будинків, церков і підприємств було зруйновано. Лише в одній провінції (Мінья) Єгипетська ініціатива за особисті права між 2011 і 2016 роками задокументувала 77 випадків сектантських нападів на коптів. Серйозною проблемою також залишається викрадення та зникнення коптських християнських жінок і дівчат.

## Антична епоха

### Римське правління
Кажуть, що святий євангеліст Марк заснував Святий Апостольський Престол в Александрії і став його першим Патріархом. Через 50 років після прибуття святого Марка до Александрії в Оксирінху (Бахнаса) з'явився фрагмент Нового Завіту, що свідчить про те, що в ранній час християнство вже почало поширюватися на південь від Александрії. До середини ІІІ століття значна кількість єгиптян зазнала переслідувань з боку римлян за те, що вони прийняли нову християнську віру, починаючи з едикту Деція. Від 284 року нашої ери імператор Діоклетіан переслідував і вбивав велику кількість єгиптян-християн. Ця подія стала кровопролиттям в історії єгипетського християнства, поклавши початок окремої єгипетської або коптської церкви. Він став відомий як «Ера мучеників» і відзначається в коптському календарі, у якому датування років починалося з початку правління Діоклетіана. Коли єгиптян переслідував Діоклетіан, багато хто пішов у пустелю шукати полегшення, хоча б полегшення духу та його мирських прагнень досягти миру та єдності з Христом-Творцем, не уникнувши переслідувань. Ця практика прискорила зростання чернецтва, піонерами якого вважають єгиптян, а саме святого Антонія, святого Бахума, святого Шенуте та святого Амона. Вважається, що наприкінці IV століття єгиптяни або прийняли християнство, або номінально були християнами.
451 року нашої ери, після Халкедонського собору, Александрійська церква була розділена на дві гілки. Ті, хто прийняв умови Собору, стали відомі як халкедонці або мелькіти. Тих, хто не дотримувався умов собору, називали нехалкедонцями або монофізитами (а пізніше після Якова Барадея якобітами). Проте нехалкедонці відкинули термін монофізити як помилковий і наполягали на тому, щоб їх називали міафізитами. Більшість єгиптян належали до міафізитської гілки, що призвело до їх переслідувань з боку візантійської імперської влади в Єгипті. Перші гоніння відбулися за правління імператорів Маркіана (450—457) і Лева І (457—474). Це тривало до арабського завоювання Єгипту, особливо під час войовничого монофеліста Кіра Александрійського.

## Ісламська ера

### Завоювання Єгипту мусульманами
Мусульманське завоювання Єгипту відбулося в 639—641 роках нашої ери, під час правління римського імператора Іраклія, коли візантійські переслідування все ще тривали. Мусульманські правителі дотримувалися Пакту Умара, і копти, як немусульманські піддані, мали статус дхіммі, який давав їм свободу вільного сповідування своєї релігії публічно та звільнення від військової повинності в обмін на щорічний податок, джизію, на дорослих заможних чоловіків. Потужна дискримінація та переслідування за пактом Умара змусили більшість коптських християн прийняти іслам.
Ця угода (або якась її версія) залишатиметься в силі протягом століть, вплинувши на Указ Хамаюні 1856 року, який зобов'язував османського султана видавати дозволи на будь-яке будівництво чи обслуговування церков, а Коптський Папа мав звертатися за всіма такими дозволами, і Десять умов Аль-Езабі 1934 року, які діяли до 28 грудня 1999 року. Заборона на підняття хреста була скасована внаслідок мученицької смерті Сідхома Бішая.
Одного разу, сидячи в мечеті, Амр ібн аль-Ас похвалився: «Я сиджу на цій посаді, і жоден з єгипетських коптів не може пред'являти до мене вимог щодо договору чи пакту [..]; хочу — вбиваю, хочу — п'яту залишаю, а хочу — продаю». Коли чоловік-копт, який прийняв іслам за часів халіфа Умара, попросив звільнити його від зобов'язання платити джизью, халіф сказав: «Ні, завоювання вашої землі було силою».
Винятком із відносної толерантності мусульманських правителів того часу був фатимідський халіф Аль-Хакім бі-Амр Аллах, який постановив, що християни більше не можуть святкувати Богоявлення чи Великдень. Він також заборонив вживання вина (набідг) і навіть інших дурманних напоїв, виготовлених не з винограду (фуква), як для мусульман, так і для немусульман, створюючи труднощі як для християн (які використовували вино у своїх релігійних обрядах), так і для євреїв (які використовували його на своїх релігійних святах). У 1005 році Аль-Хакім наказав, щоб євреї та християни дотримувалися гійара «закону диференціації» — у цьому випадку мінтак або зуннар «пояс» (грец. ζωνάριον) та імама «тюрбан», обидва чорного кольору. Крім того, євреї повинні носити дерев'яне намисто з теля, а християни — залізний хрест. У громадських лазнях євреї повинні замінити теля дзвіночком. Крім того, жінки з Народу Книги повинні були носити туфлі двох різних кольорів, одну червону та одну чорну. Обмеження діяли до 1014 року. 18 жовтня 1009 року аль-Хакім наказав знищити Храм Гробу Господнього та пов'язані з ним будівлі, очевидно, обурений тим, що він вважав шахрайством ченців під час «чудесного» Сходження Благодатного вогню, яке щорічно святкувалося в церкві під час Пасхальна вігілія. Літописець Яхія зазначив, що «пощадили лише ті речі, які було дуже важко зруйнувати». Хресні ходи були заборонені, а через кілька років усі монастирі та церкви в Палестині, як кажуть, були зруйновані або конфісковані. Лише в 1042 році візантійський імператор Костянтин IX взявся за реконструкцію Гробу Господнього з дозволу наступника Аль-Хакіма. Під керівництвом Аль-Хакіма бі-Амра Аллаха значно занепала коптська мова. Він видав суворі накази, повністю забороняючи її використання будь-де, чи то в будинках, на дорогах чи в школах. У тих, хто не підкорявся, відрізали язики. Він навіть наказав відрізати язики тим матерям, які розмовляли зі своїми дітьми коптською мовою. Він особисто ходив вулицями Каїра і підслуховував коптськомовні будинки, щоб дізнатися, чи хтось із сімей розмовляє коптською.
Незважаючи на переслідування під час правління аль-Хакіма, Єгипет залишався переважно християнським, але коптське християнство втратило статус більшості після XIV століття.
1321 року мусульманські натовпи в Каїрі почали руйнувати коптські церкви. Історик Дональд П. Літтл каже, що ці антихристиянські бунти «були ретельно організовані по всьому Єгипту», зруйнувавши велику кількість церков і монастирів. Хоча мусульманські правителі врешті-решт придушили натовп, менш масштабні антихристиянські напади, підпали, грабунки та вбивства стали набагато більш наполегливими. У 1354 році мусульманські натовпи «бушували, руйнуючи церкви… і нападаючи на християн і євреїв на вулицях, і кидали їх у багаття, якщо вони відмовлялися виголошувати шахадатайн [визнавати Аллаха єдиним істинним богом і Мухаммеда як його посланця». За словами середньовічного єгипетського історика Аль-Макризі, незабаром після цього в «усіх провінціях Єгипту, як на півночі, так і на півдні, не залишилося жодної церкви, яку б не було зруйновано… Так іслам поширився серед християн Єгипту». Протягом ХІІІ століття мамлюки знищили більшість церков і вбили приблизно 300 000 християн-коптів.
Крім примусового навернення, існувала практика вбивств коптських чоловіків і жінок, якщо вони покидали іслам:
У 1389 році Каїром пройшла велика процесія коптів, які під страхом смерті прийняли Мухаммеда. Розкаявшись у своєму відступництві, вони тепер хотіли спокутувати його неминучим наслідком - поверненням до християнства. Тому, йдучи, вони оголосили, що вірять у Христа і відрікаються від Мухаммеда. Їх схопили і на відкритій площі на очах у жінок відрубали голови всім чоловікам один за одним. Але жінок це не налякало, і вони теж прийняли мученицьку смерть.
Численні заворушення проти коптських християн у багатьох єгипетських містах, таких як Каїр, у XIV столітті були спричинені невдоволенням через надзвичайне багатство коптів, які домінували в султанській бюрократії та які, незважаючи на неодноразові чистки, часто поверталися до влади, оскільки мусульмани не могли їх замінити їх.

## Сучасна епоха
Едвард Вільям Лейн, арабіст, який мандрував Єгиптом у 1820-х роках під виглядом мусульманина, був одним із перших сучасних європейців, який став свідком страти віровідступника — у цьому випадку жінки, яка прийняла християнство, яку викрило її тату коптського хреста. Лейн розповідає:
Відступництво від віри ісламу вважається найтяжчим гріхом і карається смертю, якщо тільки відступник не відречеться після триразового попередження. Одного разу я бачив жінку, яку провели вулицями Каїра, а потім спустили в Ніл, щоб втопити, за те, що вона відступила від віри Мухаммеда і вийшла заміж за християнина. На жаль, вона витатуювала на руці блакитний хрест, завдяки якому її виявила одна з її колишніх подгур у лазні. Її привезли верхи на ослі з високим сідлом, на якому зазвичай їздять дами в Єгипті, дуже пристойно одягнену, у супроводі солдатів і в оточенні натовпу, який замість співчуття вигукував гучні образи на її адресу. Каді [або каді, мусульманський суддя], який виніс їй вирок, марно переконував її повернутися до колишньої віри. Її вивезли в човні на середину річки, роздягли майже догола, задушили, а потім кинули в потік.
Спостерігачі відзначають великий розрив між правам коптів та інших меншин, які існують згідно із законом і які існують на практиці. Критики посилаються на те, що в той час як у 2016 році парламент працював над ухваленням законопроекту, який полегшує християнам отримання державного дозволу на будівництво церков, на практиці співробітники служби безпеки зупинили фактичне будівництво. У Єгипті уряд офіційно не визнає навернення з ісламу на християнство.
Уряд також вимагає дозволів на ремонт церков або будівництво нових, але їх часто не дають. Стаття 235 проекту конституції 2013 року вимагає від наступного законодавчого органу створити закон, який би зняв обмеження на будівництво церков.
Копти скаржаться, що суперечки між християнами та мусульманами часто виносяться на «ради примирення», і що ці ради незмінно сприяють мусульманам. Деякі копти скаржаться, що поліція не реагує, коли проти них скоюють злочини. Копти також мало представлені в уряді, що змушує їх боятися, що немає надії на прогрес.
Уряд та інші єгипетські джерела звинувачують племінну поведінку в сільській місцевості Єгипту у більшості випадків насильства.
Скарги коптів на дискримінацію в соціальному житті також сягають світу спорту та помітної відсутності християн у головних спортивних делегаціях Єгипту, а саме в національній футбольній збірній. У 2018 році Папа Тавадрос зазначив, що «це дивовижно, що в усіх єгипетських футбольних командах немає жодного копта з гарними ногами, який би бив м'яч на вулицях, коли був маленьким». Колишній гравець-мусульманин Ахмед Хоссам, відомий у футбольному світі як Мідо, заявив в інтерв'ю, що «На жаль, в Єгипті є багато людей, які упереджено ставляться до кольору шкіри, релігії та етнічної приналежності. Ми повинні протистояти їм і не ховати голову в пісок. Чи можете ви повірити, що за всю історію футболу в Єгипті на найвищому рівні грали лише п'ять християн?»

### 1980–1990-ті роки
- 20 червня 1981 року — Десятеро загиблих у зіткненнях Братів-мусульман і християн у Завая Хамрі. П'ятеро вбитих християн і четверо мусульман і одне невпізнане тіло.[48][49]
- 9 березня 1992 р. — Маншиет Насер, Дайрут, Верхній Єгипет: коптський син фермера Бадр Абдулла Массуд був застрелений після того, як він відмовився сплатити податок у розмірі близько 166 доларів місцевому лідеру ісламської групи. Потім тіло Масуда рубають ножами.[50]
- 4 травня 1992 р. — Села Маншія і Віса в Діруті, Верхній Єгипет: Після того, як ісламський екстреміст Маншієт Насер кілька тижнів був християнином, він методично розстріляв 13 з них. Серед жертв — десять фермерів і дитина, які доглядали за своїми полями, лікар, який виходив з дому на роботу, і вчитель початкової школи, який проводив урок.[50]
- 12 лютого 1997 — Абу-Куркас: Троє озброєних людей у масках увійшли до церкви св. Георгія в Абу-Куркасі і застрелили вісьмох коптів на щотижневому зібранні молодіжної групи. Коли нападники тікали, вони застрелили фермера-християнина, який поливав свої поля.[51]
- 13 березня 1997 р. — село Бахгура, Верхній Єгипет: група озброєних терористів вийшла з полів цукрової тростини поблизу села Бахгура і без розбору обстріляла жителів, убивши 13 осіб і поранивши ще 15. Дев'ять із загиблих були християнами-коптами. Ймовірно, тікаючи з місця вбивства в Багурі, група відкрила автоматичний вогонь по поїзду Луксор-Каїр, убивши одну пасажирку та поранивши шістьох пасажирів.[52]

### 2000-ті роки
- Січень 2000 — під час заворушень у селі Аль-Коше були вбиті 20 християн, переважно християнське село на півдні Єгипту. Після того, як мусульманський покупець і християнський власник взуттєвої крамниці посварилися, почалися триденні заворушення і вуличні бої, в результаті яких загинули 20 християн (у тому числі четверо дітей) і один мусульманин. Вбивства були скоєні не в самому селі Аль-Коше, а в навколишніх селах, де мусульмани становлять більшість. Після цього 38 підсудних мусульман були звинувачені у вбивстві і володінні зброєю у зв'язку зі смертю 20 коптів. Але всі вони були виправдані за звинуваченнями у вбивстві, і лише четверо були засуджені за будь-якими (менш тяжкими) звинуваченнями, причому найдовший термін ув'язнення становив 10 років. Після протесту коптського Папи Шенуди уряд призначив новий судовий розгляд.[53]

- Лютий і квітень 2001 року — International Christian Concern повідомляє, що в лютому 2001 року озброєні мусульмани спалили церкву та 35 християнських будинків у Єгипті. У квітні 2001 року 14-річну християнку з Єгипту було викрадено через те, що її батьки, як вважалося, переховували наверненого з ісламу на християнство.[54]
- 19 квітня 2009 р. — Група мусульман (Махмуд Хусейн Мохамед (26 років), Мохамед Абдель Кадер (32 роки), Рамадан Фаузі Мохамед (24 роки), Ахмед Мохамед Саїд (16 років) і Абу Бакр Мохамед Саїд) відкрити вогонь по християнах напередодні Великодня, убивши двох (Хедру Адіб (22 роки) і Аміра Естафаноса (26 років)) і поранивши ще одну (Міну Самір (25 років)). Ця подія відбулася в селі Хегаза міста Кус. 22 лютого 2010 року їх засудили до 25 років позбавлення волі.[55]

### 2010—2011 роки
- 7 січня 2010 року — шестеро християн були вбиті під час нападу на святкуванні Різдва в Наг-Хаммаді, відомого як погром в Наг-Хаммаді .

Кулеметна атака трьох MB з племені амазигів (берберів) під назвою Аль-Хавара на коптських християн, які святкують Різдво. Семеро вбиті (включаючи офіцера-мусульманина, який був на службі).
- Під час нападу ісламських фундаменталістів на коптську православну церкву в місті Александрія напередодні Нового року 2010 року загинула 21 особа та ще більше було поранено.[57][58][59] Через тиждень тисячі мусульман стояли живими щитами біля церков, коли християни-копти відвідували різдвяні меси 6 і 7 січня 2011 року.[60]
- 1 січня 2011 (напередодні Нового року) — 21 християнин загинув під час вибуху в Александрії.

Замінований автомобіль вибухнув перед коптською православною церквою в Александрії, убивши щонайменше 21 людину та поранивши щонайменше 79. Інцидент стався через кілька хвилин після півночі, коли християни виходили з новорічної служби.
- 11 січня 2011 року — психічно хворий поліцейський відкрив стрілянину в потязі на станції Самалоут у провінції Мінья, в результаті чого загинув 71-річний християнин-копт і було поранено 5 інших коптів і мусульман.[64]
- 30 січня 2011 року, всього через кілька днів після демонстрацій за реформування єгипетського уряду, мусульмани південного Єгипту вдерлися до двох будинків, що належали християнам-коптам. Нападники-мусульмани вбили 11 людей і поранили ще чотирьох.[65]
- 5 березня 2011 року — церква була підпалена в Соле, Єгипет, групою мусульманських чоловіків, розгніваних через те, що мусульманка мала романтичні стосунки з християнином. Великі групи коптів потім продовжили масові протести, зупинивши рух на години у життєво важливих районах Каїра.[66][67]
- 7 травня 2011 р. — спалення 3 коптських православних церков і знищення багатьох будинків і підприємств, що належали християнам. Крім того, внаслідок терактів загинули 15 людей, близько 232 отримали поранення.[68][69][70][71][72][73]
- 18 травня 2011 року — Коптська церква отримала дозвіл у січні перетворити швейну фабрику, куплену церквою в 2006 році, на церкву в районі Айн-Шамс у Каїрі. Однак розлючені мусульманські натовпи напали на церкву, і десятки коптів і мусульман були заарештовані за порушення. У неділю, 29 травня, єгипетський військовий суд засудив двох християн-коптів до п'яти років ув'язнення кожного за насильство та спробу перетворити фабрику на неліцензійну церкву.[74][75]

### 2012—2013 роки
- 18 вересня 2012 року — вчителя-копта-християнина засудили до шести років ув'язнення за те, що він опублікував у Facebook карикатури, які нібито були наклепом на іслам і Мухаммеда, а також ображали президента Єгипту Мохамеда Мурсі. Члени Аль-Джама Аль-Ісламія та салафітські угруповання намагалися напасти на Камеля, коли його виводили з суду, і поліцейську машину, за допомогою якої його відвезли із суду, закидали камінням. Проте вчитель спростував розміщення карикатур і заявив, що його акаунт зламали.[76]
- Як повідомляє The Guardian, четверо християн і один мусульманин було вбито в міжконфесійних сутичках, які спалахнули на північ від Каїра після того, як діти нібито намалювали свастику на ісламській власності. У неділю християни зібралися в Каїрі, щоб пом'янути загиблих під час служби, яка закінчилася подальшою ескалацією міжконфесійної напруги, що призвело до вбивства двох християн і одного мусульманина. Місцеві новини повідомляють, що шостий копт, який загинув під час зіткнень, помер у лікарні через кілька днів, а за іншими джерелами медіа, другий мусульманин помер від перелому черепа.[77]

Християни скаржилися на революцію, і вперше на собор було скоєно напад.
- Липень 2013 року — прихильники Братів-мусульман спалюють десятки церков.

Після державного перевороту 3 липня проти президента Мохамеда Мурсі — члена ісламістського Братів-мусульман — прихильники Братів-мусульман спалили десятки церков по всьому Єгипту та вбили щонайменше 45 християн-коптів.
- 6 липня 2013 року о. Міна Абауд, улюблений священик, який служив в Ель-Ариш, загинув за свою віру.

### 2014—2015 роки
- У березні 2014 року Мері Самех Джордж, 25-річна коптська християнка, була вбита групою мусульман, пов'язаних з Братами-мусульманами.[78][79] Очевидець розповів єгипетському телешоу 90 Minutes, що «як тільки вони побачили, що вона християнка, бо на дзеркалі заднього виду висів хрест, вони заскочили на машину і почали бити її по голові та волоссю. Вони витягли її з машини і почали бити її та тягнути за волосся. Вони били і роздягали її, вдарили ножем у спину і перерізали горло».[80]
- У грудні 2014 року коптський лікар на ім'я Магді Собхі та його дружина були вбиті Ансар аш-Шаріа в Лівії. Злочинці викрали його старшу дочку Кетрін, яку пізніше знайшли мертвою в пустелі.[81][82] Мотивація вбивства була визнана релігійною, а не злочинною, оскільки місцева поліція знайшла гроші в квартирі лікаря недоторканими.[83][84]
- 15 лютого 2015 року бойовики в Лівії, які заявляють про свою лояльність до ІДІЛ, оприлюднили відео, на якому показано обезголовлення 21 християнина-копта. Згодом жертви вшановувалися як святі мученики 8-го амшира за коптським календарем, тобто 15 лютого за григоріанським календарем.[85]

### 2016—2017 роки
- Лютий 2016 року — троє християнських підлітків у Міньї засуджені до п'яти років ув'язнення за образу ісламу. Вони з'явилися у відео, нібито висміюючи мусульманські молитви, але стверджували, що вони висміювали ІД після низки обезголовлень цією групою.[86][87]
- 26 травня — 70-річну християнку в Міньї б'ють і тягнуть вулицями голою натовп, який помилково запідозрив її сина у сексуальних стосунках з мусульманкою.[88][40]
- 11 грудня 2016 року внаслідок вибуху церкви Ботросея загинули 29 людей, ще 47 отримали поранення.[89][90]
- Лютий 2017 р. — терористичні групи, які воюють на Синайському півострові, закликають до нападів на християн.[91][92] Щонайменше семеро християн були вбиті під час окремих терактів у місті Ель-Аріш на Синайському півострові. Багато коптських сімей у відповідь тікають із Синайського півострова до губернаторства Ісмаїлія.[93]
- 9 квітня 2017 року — у результаті вибухів двох коптських церков загинуло понад 45 людей і понад 130 отримали поранення. Під час процесій у Вербну неділю були розбомблені коптська православна церква Святого Георгія в регіоні Танта і церква Святого Марка в Олександрії.[94]
- 7 травня 2017 р. — бойовиками Ісламської держави в Ель-Аріші був застрелений християнин.[95]
- 26 травня — 2017 р. Напад на Мінья. У травні 2017 р. озброєні люди стратили щонайменше 28 християнських паломників, які їхали в автобусі до монастиря Святого Самуїла Сповідника в губернаторстві Мінья.[96]
- 12 жовтня — у Каїрі під час нападу з ножем загинув коптський священик; його вбивця згодом заявив про свою антипатію до християн.[97][98][99][100]
- 29 грудня — озброєний чоловік, який пізніше був ідентифікований як ісламський екстреміст, застрелив кількох людей у церкві Святого Мена в Хелуані, убивши 11 людей, включаючи офіцера поліції.[101]

### 2018 рік
- 1 січня — двоє братів-коптів-християн були вбиті озброєними людьми в масках за те, що вони перебували в алкогольному магазині в Аль-Омранея, Гіза.[102][103][104][105] За словами очевидців, чоловік у масці під час стрілянини кричав «це християни»[106]
- 15 січня — В Ель-Аріш був убитий копт. Двоє озброєних чоловіків-мусульман зупинили Басема і запитали про його релігію. Після відповіді, що він християнин, вони вистрілили йому в голову.[107][108]
- 2 листопада — щонайменше семеро вбитих і семеро поранених, коли бедуїни, вірні ІДІЛ, відкрили вогонь по автобусу з коптськими паломниками, який прямував між Каїром і Міньєю на шляху до монастиря.[109][110]
- 12 грудня — в губернаторстві Мінья поліцейським, відповідальним за охорону церкви, були вбиті копт і його син[111], після того, як він сфабрикував з ними сварку.[112][113][114]

### 2020–сьогодні
- 5 жовтня 2020 р. — Мусульманський натовп у селі Даббус біля Самалуту напав на коптів, будинки та майно після того, як двоє дорослих мусульман знущалися та побили 10-річну коптську дитину, викликавши помсту з боку дорослих коптів. Пізніше поліція заарештувала шістьох мусульман і шістьох християн.[115][116][117]
- 18 квітня 2021 р. ІДІЛ на Синайському півострові п'ять місяців утримував у полоні чоловіка-копта в Бір-ель-Абді, а потім на камеру його вбили.[118] У відео він заявив, що допомагав будувати церкву Діви Марії в Бір-ель-Абд, і що вона допомагає армії та спецслужбам боротися з ІДІЛ.[119]
- 27 травня 2021 р. Коптського ченця страчують за вбивство настоятеля його монастиря через суперечки щодо повноважень і контролю, обвинуваченого ченця в монастирі змусили зізнатися. Експерти ООН надіслали єгипетській владі листа, в якому висловлюють занепокоєння щодо звинувачень у тортурах щодо нього та його співпідсудного.[120]
- 19 липня 2021 р. була повністю спалена коптська православна церква св. Георгія в Сурреї, Британська Колумбія, Канада. Це сталося після серії підпалів церков у Канаді після, тепер уже спростованих заяв, про те, що в католицьких школах-інтернатах були виявлені масові могили студентів-тубільців. Зловмисницю засудили до 4 років позбавлення волі.[121]
- 7 квітня 2022 року за свою віру загинув о. Арсаніос Вадід, священик у Кармузі, Александрія.

### Викрадення та примусове навернення коптських жінок
Коптських жінок і дівчат викрадають, змушують прийняти іслам і вийти заміж за мусульман. У 2009 році організація Christian Solidarity International, розташована у Вашингтоні, опублікувала дослідження про викрадення та примусові шлюби, а також страждання, яке відчувають молоді жінки через те, що повернення до християнства є протизаконним. Подальші звинувачення в організованому викраденні коптів, торгівлі людьми та змові з поліцією продовжуються в 2017 році.
У квітні 2010 року двопартійна група з 17 членів Конгресу США висловила занепокоєння Управлінню з питань торгівлі людьми Державного департаменту щодо коптських жінок, які зазнали «фізичного та сексуального насильства, полону… експлуатації в примусовому домашньому рабстві або комерційної сексуальної експлуатації, і матеріальної вигоди особам, які забезпечують примусове звернення жертви».
За даними єгипетської неурядової організації «Асоціація жертв викрадення та насильницького зникнення», з 2011 по березень 2014 року близько 550 коптських дівчат було викрадено та змушено прийняти іслам. Згідно з тим самим опитуванням, близько 40 % дівчат були зґвалтовані до того, як прийняли іслам, і вийшли заміж за своїх викрадачів.

### Післяреволюційна антижіноча радикальна течія, що вразила коптів
Синхронізація фетв Абу Іслама та фетв інших вчених, які класифікують певні групи жінок (насамперед коптських жінок) як жінок, які «просять цього», тчерез те, що вони не в радикальному човні або не виступають проти режиму, вважаються неприйнятними і принизливими для єгипетських жінок загалом, і для незалежних жінок (вдів і розлучених) зокрема. Коптських жінок класифікували як хрестоносців, шарамет (повій) або «розпусних» і тому вони мабть бути готові зґвалтованими. Єгипетська активістка Сальма Алмасрія сказала, що вчений стверджував, що збігається з офіційною заявою державних чиновників, які звинуватили активісток у зґвалтуваннях, яких вони зазнали. Алмасрія прокоментувала нестримне переслідування з боку Міністерства медіа щодо двох жінок-інтерв'юерок у двох різних ситуаціях, одну з яких назвали «гарячою» в ефірі, а іншій сказали «підійди, і я покажу тобі куди!» коли вона запитала про свободу вираження поглядів, ця фраза була визнана медіа дуже образливою.